# فريدة فهمي
فريدة فهمي (29 يونيو 1940 -)، راقصة إيقاعية وممثلة ومغنية مصرية.

## عن حياتها
من مواليد القاهرة، والدها «حسن فهمي» الذي عمل عميداً لمعهد السينما المصري. تخرجت من كلية الآداب وعملت على تأسيس فرقة رضا للرقص مع زوجها علي رضا وأخيه محمود رضا، وفي الثمانينيات حصلت على دكتوراة في الرقص الإيقاعي من الولايات المتحدة، عملت في أفلامها الأولى دون أن ترقص، ثم تفرغت للرقص الإيقاعي. لم يقتصر وجودها في السينما على موهبتها كراقصة ويبدو ذلك في فيلم الأخ الكبير وغيره.

## أعمالها

### الأفلام
- 1957: فتى أحلامي
- 1958: غريبة
- 1958: ساحر النساء
- 1958: جميلة
- 1958: الأخ الكبير
- 1958: إسماعيل يس بوليس حربي
- 1962: إجازة نص السنه
- 1967: غرام في الكرنك
- 1970: حرامي الورقة
- 1978: أسياد وعبيد

## روابط خارجية
- فريدة فهمي على موقع IMDb (الإنجليزية)
- فريدة فهمي على موقع الدهليز
- فريدة فهمي على موقع قاعدة بيانات الأفلام العربية